# Hyalellopsis czyrnianskii
Hyalellopsis czyrnianskii is een vlokreeftensoort uit de familie van de Acanthogammaridae. De wetenschappelijke naam van de soort is voor het eerst geldig gepubliceerd in 1874 door Dybowsky.